# Повратна хемијска реакција
Повратна хемијска реакција (реверзибилна реакција) је хемијска реакција у којој реактанти међусобно реагују градећи производе који исто међусобно реагују градећи почетне реактанте. Након извесног времена, у затвореном систему, код повратне реакције се успоставља хемијска равнотежа.
Реверзибилна реакција се састоји од две реакције које се одвијају у супротним смеровима:
- директна реакција - реакција стварања производа из реактаната, најчешће реакција “удесно”
- повратна рекација - реакција стварања полазних реактаната из њихових производа, најчешће реакција “улево”

Пример реверзибилне реакције:
Реакције као дисоцијација и термална дисоцијација су специфични видови повратних реакција.